# École Centrale de Nantes
Die École Centrale de Nantes (Abkürzung ECN), oder Centrale Nantes, ist eine Grande École d’Ingénieurs die 1919 unter dem Namen Institut Polytechnique de l'Ouest gegründet wurde.

## Angebot
Sie bietet, neben dem in Frankreich üblichen, klassischen, dreijährigen Ingenieursdiplom, das auf eine zweijährige Ausbildung in einer „classe préparatoire aux grandes écoles“ folgt, auch im Rahmen des Bologna-Prozesses harmonisierte Bachelor-, Master- und PhD-Programme an. Centrale Nantes wird in mehreren nationalen und internationalen Rankings durchwegs unter den besten Hochschulen Frankreichs aufgeführt. Im 2024 von „L'Etudiant“ durchgeführten – und für Frankreich maßgeblichen –  Ranking der besten „écoles d’ingénieurs“ Frankreichs, belegte Centrale Nantes Platz 4 von 170 und erzielte damit das beste Ergebnis der „groupe des écoles centrale“.
Diese „groupe des écoles centrale“ setzt sich neben ECN aus den Partnerinstitutionen CentraleSupélec, Centrale Lille, Centrale Lyon und Centrale Marseille zusammen. Es ist auch Mitglied des TIME-Netzwerks (Top Industrial Managers for Europe), das den Austausch von Studenten zwischen den führenden technischen Hochschulen in Europa ermöglicht.
Mit einem Anteil von 39 % ausländischen Studenten an der Gesamtstudierendenschaft nimmt ECN den zweiten Platz in dieser Metrik in Frankreich ein und unterstreicht seinen Anspruch auf eine internationale Ausrichtung. Hierfür werden auch speziell an internationale Studenten ausgerichtete Bachelor- und Masterprogramme angeboten, die in der Regel in Kooperation mit einer ausländischen Partnerinstitution organisiert werden.

## Campus
Zur Landschaftspflege befinden sich 22 Schafe und 1.000.000 Bienen verteilt über fünf Völker auf dem 16 Hektar großen Campus. Der Campus befindet sich im nördlichen Teil der Stadt, am Westufer der Erdre gelegen.